# Bystré sedlo (Hohe Tatra)
Bystré sedlo (deutsch Lorenzjoch oder Lorenzpass, ungarisch Lorenz-hágó, polnisch Bystry Przechód) ist ein 2314 m n.m. hoher Sattel (Pass) auf der slowakischen Seite der Hohen Tatra. Der Sattel überquert den Seitengrat Solisko südlich des Bergs Furkotský štít und verbindet die Täler Mlynická dolina im Osten und Furkotská dolina im Westen.
Der Name des Sattels ist traditionellen Ursprungs und bedeutet so viel wie „Steiler Sattel“, da das slowakische Wort bystré (n.) in geographischen Namen der Landschaft Liptau (slowakisch Liptov) auch „steil“ (neben der Bedeutung „schnell“) bedeutet. Im deutschen und ungarischen bürgerte sich jedoch ein anderer Name ein: als am 5. August 1879 die Bergsteiger Emerich Kövi und Martin Róth zusammen mit einem Heger namens Peter den ersten bekannten touristischen Übergang das Sattels schafften, gab Róth ihm den Namen Lorenc-Sattel nach dem tschechischen Chefingenieur der Stahlwerke in Krompachy und Bergsteiger Viktor Lorenc. Später entstand die fehlerhaften Namensformen Lorenzjoch, Lorenzpass (deutsch), Lorenzhágó (ungarisch) sowie Lorenzovo sedlo (slowakisch), die bis weit in die Zwischenkriegszeit kursierten. Der Ungarische Karpathenverein legte einen Wanderweg über den Sattel mit einem Abzweig zum Gipfel des Furkotský štít an.
1993 wurde der gelb markierte Wanderweg über den Sattel aufgelassen, seither verläuft die durchgehende Verbindung über die ca. 200 m südlich liegende Scharte Bystrá lávka.